# Lasioglossum fynbosense
Lasioglossum fynbosense är en biart som först beskrevs av Pauly, Timmermann och Kuhlmann 2008.  Lasioglossum fynbosense ingår i släktet smalbin, och familjen vägbin. Inga underarter finns listade i Catalogue of Life.